# Corbeille de verres et Pâté
Corbeille de verres et Pâté est une nature morte baroque réalisée vers 1630-1640, de l'artiste alsacien Sébastien Stoskopff. Elle est conservée au musée de l'Œuvre Notre-Dame de Strasbourg

## Description
Aucun symbole ostentatoire de vanité n'est identifiable dans ce tableau qui évoque la fin d'un repas, mais aucun désordre ne perturbe l'agencement, dont l'ordonnance est très rigoureuse. La corbeille contenant des verres rappelle la coutume germanique consistant à rassembler la vaisselle dans des paniers. Un pâté est posé sur une lettre qui affiche de façon bien lisible le nom du destinataire, À Monsieur Teniers, tracé d'une écriture incisive. L'espace étroit de la dalle de pierre et le fond sombre accentuent la monumentalité et renforcent l'impression de présence des objets.

## Analyse
La grande précision du rendu de l'osier, la touche large du pâté ou la transparence des verres, traduisent l'attention aigüe de l'artiste aux formes et aux matières. Le tableau crée un espace sensible de réflexion sur la relation entre la réalité et l'apparence par l'importance donnée aux effets d'une lumière pourtant invisible qui, par ses reflets, circonscrit les contours des verres se détachant dans l'obscurité.
La mention du peintre flamand Daniel Téniers (1582-1646) évoque le défi des peintres de la vie quotidienne, qui s'efforcent de rendre tangible la matérialité des choses à travers le vide de l'espace pictural et la simplicité de la composition. L'expérience du regard est ici indépendante de la recherche d'un sens, mais l'œil est attiré par la présence et la vérité de la représentation.

## Exposition
Cette peinture est exposée dans le cadre de l'exposition Les Choses. Une histoire de la nature morte au musée du Louvre du 12 octobre 2022 au 23 janvier 2023, parmi les œuvres de l'espace nommé « Sélectionner, collectionner, classer ».